# Tanz- und Turnierclub München
Der Tanz- und Turnierclub München e. V. (TTC München) ist ein Tanzverein aus München.
Der Verein weist ein breites Angebot auf. Sowohl Erwachsene als auch Kinder und Jugendliche werden bedient. Der Club wird Tanzen als Sport (Tanzsport) und als Hobby gerecht. Das Spektrum reicht von Standard- und lateinamerikanischen Tänzen bis hin zu modernen Tänzen, Jazz und Modern Dance sowie Ballett. Es werden Paar- und Einzeltanz angeboten, darüber hinaus auch ergänzende sportliche Betätigung (wie z. B. Gruppenfitness).
Das Vereinsgebäude verfügt über drei Tanzsäle.

## Erfolge
Der Verein hat nach eigenen Angaben folgende Erfolge im Tanz vorzuweisen:
- ein Weltmeistertitel,
- ein Deutscher Titel,
- ein Süddeutscher Meistertitel und
- über 100 Bayerische Meistertitel.

## Lage
Das Vereinsgebäude ist in direkter Nähe zum Bahnhof München-Westkreuz gelegen.